# Terentia
Terentia, född 98 f.Kr., död 6 e.Kr., var en inflytelserik romarinna, gift med Cicero. Hon deltog i det politiska livet och spelade en viktig roll för Cicero och hans politiska karriär som stöd och finansiär. Hon har också uppmärksammats för sina väldokumenterade affärstransaktioner.

## Biografi
Terentias föräldrar är okända, men hon tillhörde den förmögna plebejiska familjen Gens Terentia. Det är möjligt att hon var dotter till Terentii Varrones. Hon hade en halvsyster, Fabia, som var vestal: systrarna hade sin till namnet okända mor gemensam, och modern var uppenbarligen patricier. Terentia ärvde en stor förmögenhet av sin far och ägde godsland, skogsmark, hyresfastigheter och flera andra investeringar, som hon ägde personligen och av vilka i varje fall en del inte övergick till maken vid giftermålet.
Terentia gifte sig med Cicero vid arton års ålder år 80 eller 79. Hennes stora personliga förmögenhet var nog för att finansiera början av Ciceros politiska karriär, då han med hjälp av den kunde delta i valet som senator. Paret fick två barn.